# A Man Without Love
"A Man Without Love" ("Um homem sem amor") foi a canção que representou o Reino Unido no Festival Eurovisão da Canção 1966 que teve lugar em 5 de março de 1966, na Cidade do Luxemburgo.
A refeiida canção foi interpretada em inglês pelo cantor escocês Kenneth McKellar. Foi a décima-oitava e última canção a ser cantada na noite do festival, a seguir à canção irlandesa "Come Back to Stay, interpretada por Dickie Rock. No final, terminou em nono lugar, recebendo um total de 8 votos (5 da irlanda e 3 do Luxemburgo). Foi a classificação mais fraca do Reino Unido até 1978, altura em que a canção britânica se quedaria em 11.º lugar.
No ano seguinte em 1967, o Reino Unido fez-se representar com o tema  "Puppet on a String", interpretado por Sandie Shaw.

## Autores
- Letra: Peter Callander
- Compositor: Cyril Ornadel
- Orquestração: Harry Rabinowitz

## Letra e interpretação
A canção é uma balada, na qual Kenneth McKellar compara um homem sem amor "é apenas metade do homem, nada, enquanto um homem com amor é tudo na vida". McKellar na interpretação da canção envergou o tradicional kilt escocês.

## Top britânico de singles
"A Man Without Love" subiu ao número  #30 no UK Singles Chart em março de  1966.